# Benedikt Schlicker

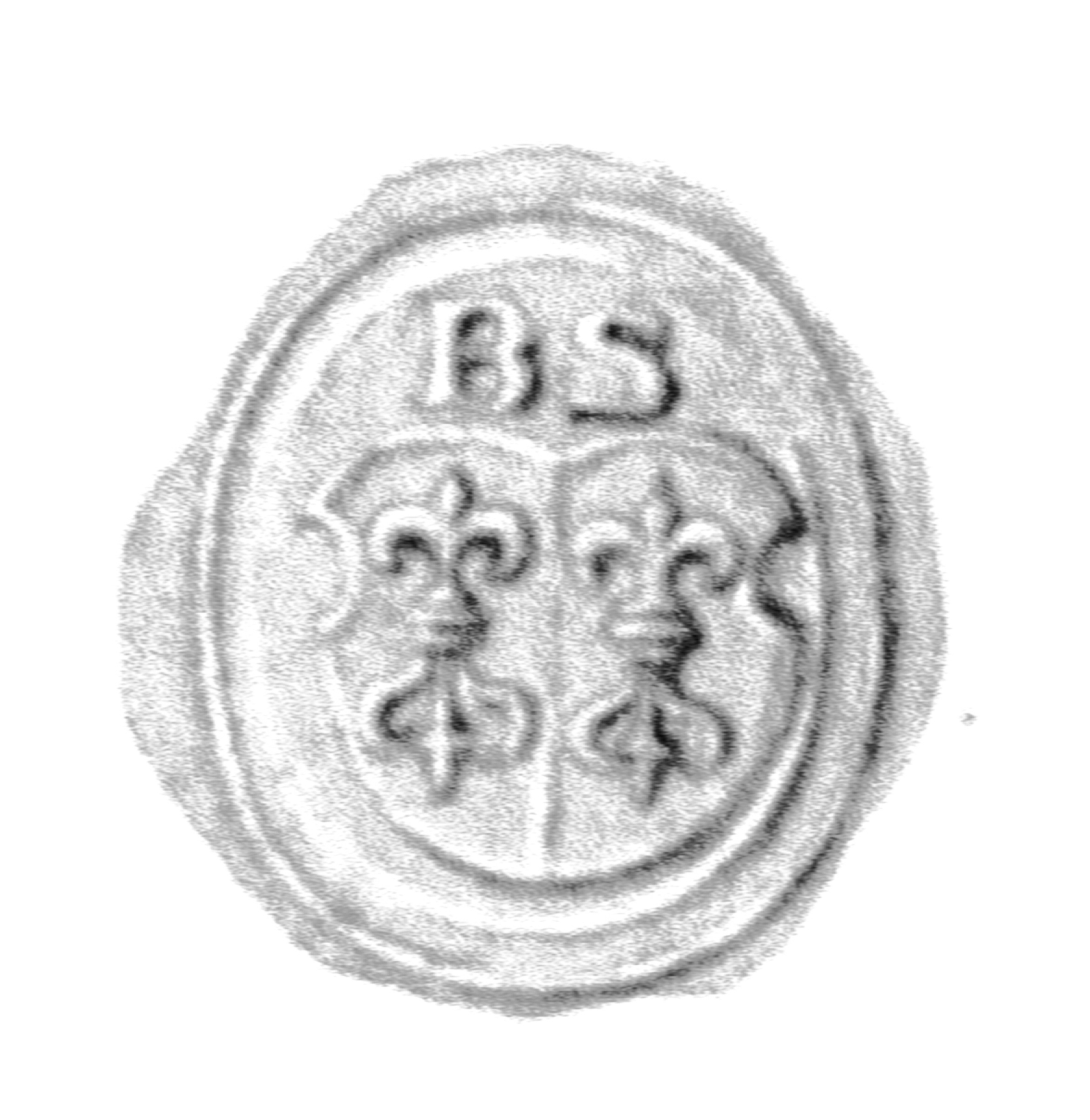
Siegel des Benedikt Schlicker um 1553

Benedikt Schlicker († 18. November 1591 in Lübeck) war ein deutscher Kaufmann und Ratsherr der Hansestadt Lübeck.

## Leben
Benedikt Schlicker wurde 1552 in den Lübecker Rat gewählt. Mehrfach bekleidete er das Amt des Kämmereiherrn der Stadt, von 1569 bis 1571, von 1572 bis 1575 und von 1579 bis 1590. Sein hinterlassenes Rechnungsbuch bildet eine wichtige ergänzende Quelle zum Kämmereibuch der Stadt, aus dem sich teilweise die Finanzierung der Aufwendungen Lübecks im Dreikronenkrieg ersehen lassen. im August 1571 gehörte er zur Gesandtschaft des Ratsherrn und späteren Lübecker Bürgermeisters Heinrich Plönnies an den dänischen Hof in Kopenhagen. 1582 schlossen Schlicker und der Ratsherr Johann Lüdinghusen für Lübeck mit dem Domkapitel des Bistums Ratzeburg einen Vertrag über die Ablösung des Zehnt in den lübschen Dörfern Ritzerau und Behlendorf.
Schlicker bewohnte ab 1553 das Haus Königstraße 55 in Lübeck. In seinem Testament setzte er einen größeren Betrag fest, dessen Zinsen ein Stipendium finanzierten.